# Білак Василь Михайлович
Васи́ль Миха́йлович Білак (12 січня 2000, м. Мукачево, Закарпатська область, Україна — 25 лютого 2022) — український військовослужбовець, солдат 80 ОДШБр Збройних сил України, учасник російсько-української війни. Кавалер ордена «За мужність» III ступеня (2022, посмертно).

## Життєпис
Василь Білак народився 12 січня 2000 року в місті Мукачевому на Закарпатті.
Навчався в Мукачівському кооперативно торговельно-економічному коледжі.
Солдат 80-ї окремої десантно-штурмової бригади. Загинув 25 лютого 2022 року.
Похований 6 березня 2022 року в родинному місті.

## Нагороди
- орден «За мужність» III ступеня (29 березня 2022, посмертно) — за особисту мужність і самовіддані дії, виявлені у захисті державного суверенітету та територіальної цілісності України, вірність військовій присязі[2].